# Steve Omischl
Steve Omischl (North Bay, 16 de noviembre de 1978) es un deportista canadiense que compitió en esquí acrobático, especialista en la prueba de salto aéreo.
Ganó cuatro medallas en el Campeonato Mundial de Esquí Acrobático entre los años 2003 y 2009.
Participó en tres Juegos Olímpicos de Invierno, entre los años 2002 y 2010, ocupando el octavo lugar en Vancouver 2010 y el undécimo en Salt Lake City 2002.

## Medallero internacional
| Campeonato Mundial | Campeonato Mundial            | Campeonato Mundial | Campeonato Mundial |
| Año                | Lugar                         | Medalla            | Prueba             |
| ------------------ | ----------------------------- | ------------------ | ------------------ |
| 2003               | Deer Valley (Estados Unidos)  | Medalla de bronce  | Salto aéreo        |
| 2005               | Ruka (Finlandia)              | Medalla de oro     | Salto aéreo        |
| 2007               | Madonna di Campiglio (Italia) | Medalla de bronce  | Salto aéreo        |
| 2009               | Inawashiro (Japón)            | Medalla de plata   | Salto aéreo        |